# Персонажі Persona 5
Persona 5 — рольова відеогра, випущена Atlus у 2016 році. Події гри розгортаються в Токіо, починаючи з квітня умовного року «20XX». Сюжет зосереджений на групі підлітків-месників під назвою Примарні крадії сердець (англ. Phantom Thieves of Hearts), які прагнуть «змінити серця» злочинців — змусити їх розкаятись, перемігши фізичне втілення їхнього викривленого несвідомого у паралельному вимірі, що зветься Метавсесвіт. Доступ до нього відкривається через мобільний застосунок.
Головний герой — мовчазний протагоніст під кодовим ім’ям Джокер. Після того як його несправедливо звинувачують у нападі й виганяють зі школи, він переїжджає до Токіо, де згодом засновує групу Примарних крадіїв і стає її лідером. Разом із ним групу створюють Морґана — загадкова істота, схожа на кота, яка є гідом у Метавсесвіті й прагне дізнатися своє походження, — а також Рюджі Сакамото, школяр із репутацією хулігана через конфлікт з тренером легкої атлетики. Згодом до команди приєднуються модель Анн Такамакі, художник Юске Кітаґава, президентка шкільної ради Макото Нііджіма, геніальна хакерка Футаба Сакура та спадкоємиця бізнес-імперії Хару Окумура. Серед ключових персонажів також — старша сестра Макото, прокурорка Сае Нііджіма; шкільний детектив Ґоро Акечі; а також загадковий Ігор і його помічниці Кароліна та Жустина з Оксамитової кімнати.
У грі широко використовується символіка старших арканів Таро: більшість персонажів уособлюють одну з карт. Теми семи смертних гріхів також пронизують сюжет, знаходячи відображення в характерах і ситуаціях. У розширеному виданні Persona 5 Royal до основних 22 арканів додаються ще два альтернативні, однак лише 23 аркани уособлюються персонажами — останній, Світ, відкривається на пізнішому етапі гри.

## Створення
Візуальний стиль Persona 5 вирізняється на тлі попередніх частин серії: замість жовто-зеленої палітри Persona 4 тут домінують червоні й чорні тони. Як і в Persona 3 та Persona 4, дизайн персонажів розробив Шіґенорі Соеджіма. В інтерв’ю він зазначав, що не міг створювати образи без попередньо визначеної теми та сюжету, тож отримав детальні вказівки від продюсера. Окрім дизайну героїв, Соеджіма також відповідав за загальну колірну гаму та візуальну стилістику гри. Кожен із Примарних крадіїв має власне візуальне втілення в Метавсесвіті — тематичний костюм із маскою, а також кодове ім’я. У повсякденному житті персонажі носять шкільну та повсякденну форму, відповідну їхньому віку й стилю.

## Примарні крадії сердець

### Засновники
| Кодове ім'я | Справжнє ім'я  | Озвучення           | Озвучення    |
| Кодове ім'я | Справжнє ім'я  | Англійське          | Японське     |
| ----------- | -------------- | ------------------- | ------------ |
| Джокер      | Рен Амамія     | Зандер Мобус        | Джюн Фукуяма |
| Мона        | Морґана        | Кассандра Лі Морріс | Ікуе Отані   |
| Череп       | Рюджі Сакамото | Макс Міттелмен      | Мамору Міяно |
| Пантера     | Анн Такамакі   | Еріка Гарлачер      | Нана Мідзукі |

### Нові учасники
| Кодове ім'я      | Справжнє ім'я    | Озвучення     | Озвучення        |
| Кодове ім'я      | Справжнє ім'я    | Англійське    | Японське         |
| ---------------- | ---------------- | ------------- | ---------------- |
| Лис              | Юске Кітаґава    | Метью Мерсер  | Томокадзу Суґіта |
| Королева         | Макото Нііджіма  | Черамі Лі     | Ріна Сато        |
| Оракул           | Футаба Сакура    | Еріка Ліндбек | Аой Юкі          |
| Нуар             | Хару Окумура     | Зенті Гвін    | Харука Томацу    |
| Ворон            | Ґоро Акечі       | Роббі Деймонд | Сойчіро Хоші     |
| Persona 5 Royale |                  |               |                  |
| Фіалка           | Касумі Йошідзава | Лаура Пост    | Сора Амамія      |

## Антагоністи
| Ім'я              | Озвучення           | Озвучення         |
| Ім'я              | Англійське          | Японське          |
| ----------------- | ------------------- | ----------------- |
| Суґуру Камошіда   | Д. Ч. Дуґлас        | Юджі Міцуя        |
| Ічірюсай Мадараме | Кайл Герберт        | Юкітоші Хорі      |
| Джун'я Канешіро   | Кадзунарі Танака    | Джален К. Касселл |
| Кобаякава         | Річард Епкар        | Кеіджі Хіраі      |
| Кунікадзу Окумура | Крістофер Корі Сміт | Хірохіко Какеґава |
| Масайоші Шідо     | Кіт Сільверстейн    | Шуічі Ікеда       |
| Ялдабаот          |                     |                   |

## Соратники
Як і в попередніх іграх серії Persona, розвиток навичок персонажів у Persona 5 тісно пов’язаний із рівнем їхніх стосунків із неігровими персонажами. Замість Соціальних зв'язків з Persona 3 та Persona 4, у цій грі використовується система Соратників. Кожен соратник уособлює одну з карт старших арканів Таро відповідно до свого характеру й особистих проблем. Проведення часу з ними дозволяє гравцеві покращувати персони тієї ж аркани, відкривати додаткові вміння та зрештою отримати доступ до найсильнішої персони цього аркану.
| Ім'я             | Озвучення         | Озвучення       |
| Ім'я             | Англійське        | Японське        |
| ---------------- | ----------------- | --------------- |
| Сае Нііджіма     | Елізабет Максвелл | Юко Кайда       |
| Соджіро Сакура   | Джеймісон Прайс   | Джоуджі Наката  |
| Тае Такемі       | Еббі Тротт        | Юка Сайто       |
| Мунехіса Івай    | Кайджі Танґ       | Хісао Еґава     |
| Юукі Мішіма      | Шон Чиплок        | Дайске Сакаґучі |
| Садайо Кавакамі  | Мішель Рафф       | Май Фучіґамі    |
| Тораноске Йошіда | Вільям Сельєрс    | Кеїчі Нода      |
| Ічіко Оя         | Аманда Вінн-Лі    | Юмі Учіяма      |
| Чіхая Міфуне     | Сара Анн Вільямс  | Мію Мацукі      |
| Хіфумі Тоґо      | Еден Ріджель      | Томомі Ісомура  |
| Шін'я Ода        | Барбара Ґудсон    | Акі Канада      |
| Такуто Марукі    | Біллі Каметц      | Сатоші Хіно     |

### Оксамитова кімната
Оксамитова кімната — вигадане метафізичне місце у серії рольових ігор Persona, зокрема в Persona 5. Це простір, що існує «між свідомістю та підсвідомістю», і постає перед головним героєм у формі в'язниці, що символізує його внутрішній стан та необхідність самопізнання.
| Ім'я                          | Озвучення                                                    | Озвучення                                                          |
| Ім'я                          | Англійське                                                   | Японське                                                           |
| ----------------------------- | ------------------------------------------------------------ | ------------------------------------------------------------------ |
| Лавенца (Кароліна та Жустина) | Керрі Кіранен                                                | Акі Тойосакі                                                       |
| Ігор                          | Девід Лодж (несправжній Ігор), Кірк Торнтон (справжній Ігор) | Масане Цукаяма (несправжній Ігор), Ісаму Танонака (справжній Ігор) |

## Persona 5 Strikers

### Примарні крадії
Нижче наведений перелік лише нових персонажів.
| Кодове ім'я | Справжнє ім'я     | Озвучення     | Озвучення      |
| Кодове ім'я | Справжнє ім'я     | Англійське    | Японське       |
| ----------- | ----------------- | ------------- | -------------- |
| Софія       | Софі              | Меґан Гарві   | Місакі Куно    |
| Вовк        | Дзенкічі Хасеґава | Том Тейлорсон | Шін-ічіро Мікі |

### Антагоністи
| Ім'я           | Озвучення        | Озвучення     |
| Ім'я           | Англійське       | Японське      |
| -------------- | ---------------- | ------------- |
| Аліса Хііраґі  | Мелані Мінічіно  | Аяне Сакура   |
| Анґо Нацуме    | Зак Аґілар       | Дайске Кішіо  |
| Маріко Хьодо   | Кім Роудс        | Кьоко Терасе  |
| Шудзо Убуката  |                  |               |
| Акане Хасеґава | Коллін О'Шоніссі | Наомі Одзора  |
| Акіра Коное    | Джордж Еклс      | Тору Окава    |
| Джюн Овада     | Ендрю Морґадо    | Ікуя Савакі   |
| Куон Ічіносе   | Кіра Бакленд     | Йоко Хікаса   |
| ЕММА           | Сюзан Беннетт    | Міса Ватанабе |

## Persona 5: The Phantom X
Persona 5: The Phantom X — рольова відеогра, спіноф Persona 5 і серії Persona, розроблена Perfect World Games.

### Примарні крадії
| Кодове ім'я | Справжнє ім'я   | Озвучення       | Озвучення   |
| Кодове ім'я | Справжнє ім'я   | Японське        | Китайське   |
| ----------- | --------------- | --------------- | ----------- |
| Диво        | Наґіса Камісіро | Коукі Учіяма    | Шанцін Су   |
| Кеттл       | Люфель          | Ай Нонака       | Хайтянь Хун |
| Клоузер     | Мотоха Арай     | Каеде Хондо     | Чжуцюе Чен  |
| Соя         | Шюн Кано        | Кацуюкі Коніші  | Юйсюань Лю  |
| Вітер       | Ріко Танемура   | Ацумі Танедзакі | Цзиї Цінь   |
| Сяйво       | Шьокі Ікенамі   | Такуя Еґучі     | Юань Чжан   |

## Сприйняття
Персонажі Persona 5 загалом отримали схвальні відгуки. Саймон Міллер з Trusted Reviews писав: «Акторський склад стає лише кращим у міру розвитку гри». Подібної думки дотримувалося й видання The Verge, зазначаючи, що: «Persona 5 має пам’ятних і харизматичних персонажів… Історію підсилює чудовий склад героїв, які — у типовому для Persona стилі — починаються як шаблонні підліткові архетипи, але згодом розкриваються як глибокі та симпатичні особистості».
GamesRadar+ відзначив як основних персонажів, так і соратників: «Усі аспекти наративу вражають, зокрема й численні другорядні персонажі, з якими можна стати ближчими через систему Соратників». Eurogamer сподобалися обміни прихованими повідомленнями між героями, але водночас сайт розкритикував гру за її гендерну проблематику: «Persona 5 продовжує традиційно незграбне ставлення серії до персонажів із квір-кодуванням». Оглядач The Independent назвав персонажів гри «фантастичними».
На GameSpew зазначили: «Як і в будь-якій Persona, найбільша сила гри в тому, як вона розкриває складні теми через барвистий склад персонажів». Водночас думки Kotaku були неоднозначні: один рецензент заявив, що гра «може розчарувати тих, хто шукає RPG із чудовою історією та героями», тоді як Аманда Єо написала: «Persona 5 навчила мене, як бути другом». Polygon також оцінив загальний рівень персонажів, але розкритикував зображення гомосексуальних героїв, назвавши їх «жалюгідним жартом» і одним із найслабших прикладів квір-представлення в грі.